# Estonia na Letnich Igrzyskach Olimpijskich 1924
Estonię na Letnich Igrzyskach Olimpijskich 1924 reprezentowało 37 sportowców, w 26 konkurencjach w 5 dyscyplinach. Zdobyli 6 medali, w tym 1 złoty.

## Medale
| Medal  | Zawodnik            | Dyscyplina           | Konkurencja             | Data     |
| ------ | ------------------- | -------------------- | ----------------------- | -------- |
| złoto  | Eduard Pütsep       | Zapasy               | klasyczny, waga kogucia | 10 lipca |
| srebro | Alfred Neuland      | Podnoszenie ciężarów | waga średnia            | 23 lipca |
| brąz   | Roman Steinberg     | Zapasy               | klasyczny, waga średnia | 10 lipca |
| brąz   | Aleksander Klumberg | Lekkoatletyka        | Dziesięciobój           | 12 lipca |
| brąz   | Jaan Kikkas         | Podnoszenie ciężarów | waga średnia            | 23 lipca |
| brąz   | Harald Tammer       | Podnoszenie ciężarów | waga ciężka             | 23 lipca |

## Zawodnicy

### Boks
Mężczyźni
- Valter Palm

| Konkurencja     | Zawodnik    | Wynik   | Miejsce |
| --------------- | ----------- | ------- | ------- |
| Waga półśrednia | Valter Palm | I runda | 17.     |

### Lekkoatletyka
Mężczyźni
- Aleksander Klumberg
- Aleksander Antson
- Valter Ever
- Gustav Kalkun
- Reinhold Kesküll
- Jüri Lossmann
- Elmar Rähn
- Elmar Reimann
- Eugen Uuemaa
- Harald Tammer

| Konkurencja    | Zawodnik            | Wynik      | Miejsce       |
| -------------- | ------------------- | ---------- | ------------- |
| 100 m          | Reinhold Kesküll    | 11.5       | I runda       |
| 200 m          | Reinhold Kesküll    | 24.0       | I runda       |
| 400 m          | Reinhold Kesküll    | 53.2       | I runda       |
| 1500 m         | Aleksander Antson   | I runda    | I runda       |
| Maraton        | Jüri Lossmann       | 2.57:54.6  | 10.           |
| Maraton        | Elmar Reimann       | 3.40:52.0  | 30.           |
| Skok wzwyż     | Valter Ever         | 1.75       | 15.           |
| Skok o tyczce  | Valter Ever         | 3.20       | 15.           |
| Skok w dal     | Valter Ever         | 6.585      | 19.           |
| Pchnięcie kulą | Harald Tammer       | 13.280     | 12.           |
| Rzut dyskiem   | Gustav Kalkun       | 38.460     | 15.           |
| Rzut oszczepem | Aleksander Klumberg | 49.61      | 17.           |
| Dziesięciobój  | Aleksander Klumberg | 7,329.3600 | Brązowy medal |
| Dziesięciobój  | Eugen Uuemaa        | 5,899.1050 | 16.           |
| Dziesięciobój  | Elmar Rähn          | 5,292.7600 | 21.           |
| Dziesięciobój  | Valter Ever         | DNF        | DNF           |

### Piłka nożna
Mężczyźni
- Arnold Pihlak
- August Lass
- Bernhard Rein
- Eduard Ellmann
- Elmar Kaljot
- Ernst Joll
- Harald Kaarman
- Heinrich Paal
- Hugo Väli
- Oskar Üpraus
- Otto Silber

I runda
| 25 maja 1924 | Estonia | 0:1 | Stany Zjednoczone | Paryż |
| 25 maja 1924 |         | 0:1 |                   | Paryż |

W pierwszej rundzie reprezentacja Estonii zmierzyła się z reprezentacją USA, z którą przegrała 0:1 i odpadła z turnieju. Ostatecznie sklasyfikowana została na miejscu 17.

### Podnoszenie ciężarów
Mężczyźni
- Alfred Neuland
- Jaan Kikkas
- Gustav Ernesaks
- Saul Hallap
- Voldemar Noormägi
- Kaljo Raag
- Eduard Vanaaseme
- Harald Tammer

| Konkurencja    | Zawodnik          | Wynik | Miejsce       |
| -------------- | ----------------- | ----- | ------------- |
| Waga piórkowa  | Gustav Ernesaks   | 372.5 | 6.            |
| Waga lekka     | Eduard Vanaaseme  | 415.0 | 6.            |
| Waga lekka     | Voldemar Noormägi | 295.0 | 22.           |
| Waga średnia   | Alfred Neuland    | 455.0 | Srebrny medal |
| Waga średnia   | Jaan Kikkas       | 450.0 | Brązowy medal |
| Waga półciężka | Saul Hallap       | 465.0 | 9.            |
| Waga ciężka    | Harald Tammer     | 497.5 | Brązowy medal |
| Waga ciężka    | Kaljo Raag        | 490.0 | 7.            |

### Zapasy
Mężczyźni
- Eduard Pütsep
- Roman Steinberg
- Osvald Käpp
- Anton Koolmann
- Albert Kusnets
- Rudolf Loo
- Alfred Praks
- Voldemar Väli

| Konkurencja               | Zawodnik        | Miejsce       |
| ------------------------- | --------------- | ------------- |
| Klasyczny, waga kogucia   | Eduard Pütsep   | Złoty medal   |
| Klasyczny, waga kogucia   | Anton Koolmann  | 13.           |
| Klasyczny, waga piórkowa  | Voldemar Väli   | 8.            |
| Klasyczny, waga piórkowa  | Osvald Käpp     | 8.            |
| Klasyczny, waga lekka     | Albert Kusnets  | 4.            |
| Klasyczny, waga lekka     | Alfred Praks    | 9.            |
| Klasyczny, waga średnia   | Roman Steinberg | Brązowy medal |
| Klasyczny, waga półciężka | Rudolf Loo      | 6.            |
| Wolny, waga piórkowa      | Anton Koolmann  | 8.            |
| Wolny, waga lekka         | Alfred Praks    | 4.            |
| Wolny, waga lekka         | Osvald Käpp     | 9.            |